# Sardar Szir Ahmad
Sardar Szir Ahmad Sura-ji Milli (ur. 1885, zm. ?) – afgański polityk. Pierwszy premier Afganistanu od 25 października 1927 do stycznia 1929. Nie należał do żadnej partii. Na stanowisko premiera został mianowany przez króla Amanullaha Chana.